# Eli (sommo sacerdote)
Eli, in lingua ebraica: עלי, ʻEli, ʻĒlî, che significa  "Ascensione" o "Dio è il più alto/Dio in alto"; in greco antico, Ηλί, Ēli; in latino Heli (... – ...), fu, secondo il Libro di Samuele un Sommo sacerdote ebraico in Silo.

## Narrazione biblica

### Nascita di Samuele
Anna era la seconda moglie di Elkanah: oltre a lei, Elkanah aveva una moglie di nome Fenennah, che gli aveva già dato più figli. Anna risultò a lungo sterile, per cui veniva derisa e disprezzata dall'altra moglie, che aveva già partorito più figli. Anna era quindi triste e rifiutava spesso persino il cibo. Elkanah percepì lo stato d'animo di frustrazione e cercava di consolarla: «Anna, perché piangi? Perché non vuoi mangiare e perché è triste il tuo cuore? Forse che io non sono meglio per te di dieci figli?».
La Bibbia non dice quali siano state le risposte (se vi furono) di Anna al marito, ma che ella si alzò e si recò al Tempio a pregare in silenzio mentre Eli, sommo sacerdote in Silo, sedeva sulla porta del medesimo. Anna si rivolgeva a Dio con queste parole: «Signore delle schiere, se vorrai finalmente riguardare alla condizione della tua serva, se vorrai ricordarti di me e non dimenticare la tua serva e le darai un figlio maschio, lo darò al Signore per tutto il tempo della sua vita, né passerà il rasoio sul suo capo». Vedendo Anna muovere le labbra senza emettere suono alcuno, Eli pensò che fosse ubriaca e la invitò a smaltire la sbornia prima di venire al Tempio. Ma Anna gli spiegò che stava pregando per ottenere da Dio rimedio «…alla grandezza del mio dolore e della mia angoscia». Al che Eli le rispose: «Va' in pace e che il Dio d'Israele esaudisca la tua richiesta, quella che hai fatta a lui».
Ella rientrò a casa, mangiò e bevve col marito ed era piena di speranza. Poco dopo Anna rimase incinta e partorì un figlio, ma non si recò al Tempio a offrire il sacrificio annuale, promettendo che lo avrebbe portato là dopo lo svezzamento, progettando di portarlo a Eli e lasciarlo a lui per essere allevato come un nazarita. Il I Libro di Samuele riporta il canto di ringraziamento di Anna al Signore, per averla esaudita:
(Cantico di Anna, da I Libro di Samuele)
La storia di Anna s'intreccia con la cultura della nazione di Israele. Eli è il Sommo sacerdote di Silo, il penultimo dei giudici israeliti (cui successe solo Samuele prima dei governi dei Re, quindi la tradizione di Silo diverrà antica e perduta, e Geremia, giunto poi sulla scena, cercherà di rinnovarla riportando il popolo israeliano sulla medesima strada, dopo che l'indebolimento dei re aveva portato alla profanazione del Tempio e della tradizione di Yahweh.

### I figli di Eli

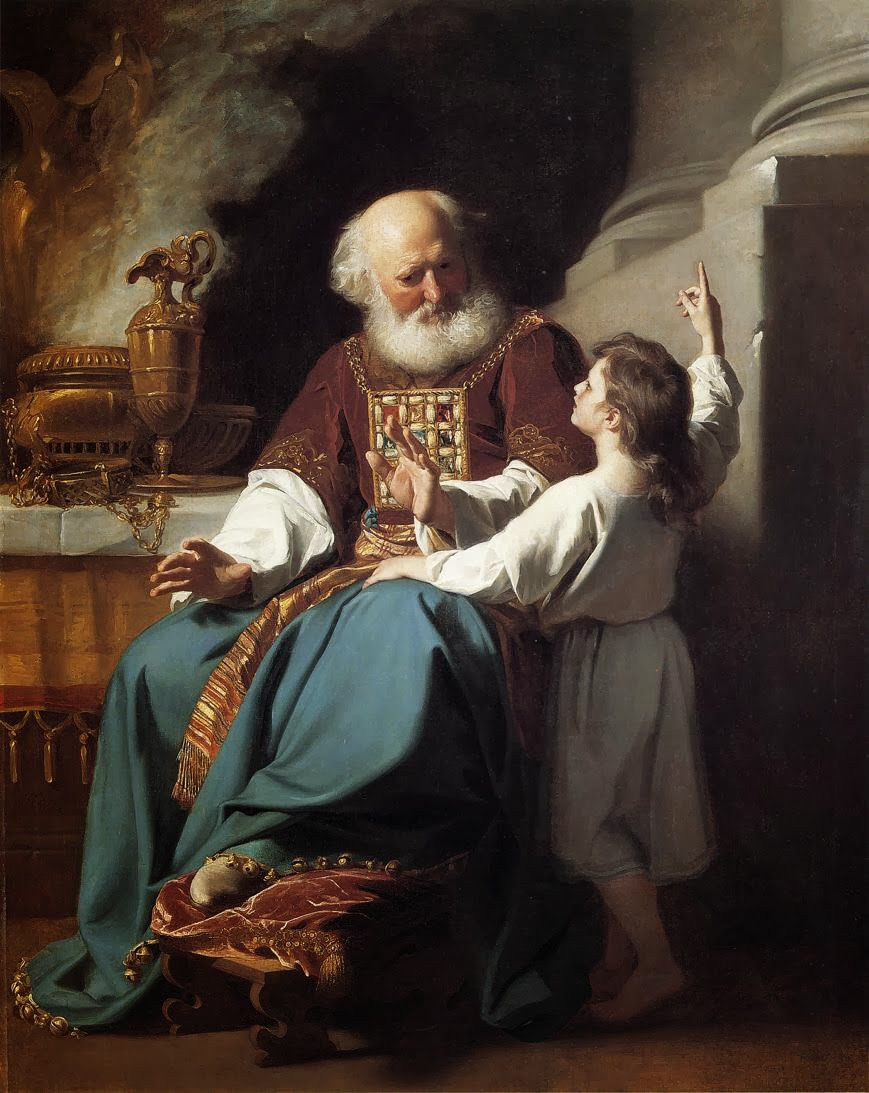
Ritratto di Eli e di Samuel di John Singleton Copley, 1780.

1 Samuele 2:12 Or i figli di Eli, Ofni e Fineas, erano uomini perversi e non conoscevano l'Eterno. Tuttavia erano sacerdoti, i quali abusavano verso il popolo che veniva al Tempio a sacrificare. Quando qualcuno offriva un sacrificio, il servo del sacerdote veniva e, mentre la carne cuoceva, con in mano un forchettone a tre punte lo ficcava nella pentola o nel paiolo o nel calderone o nella pignatta e, tutto ciò che il forchettone tirava su, il sacerdote lo teneva per sé. Così facevano con tutti gl'Israeliti che andavano a Sciloh. Oltre a ciò, commettevano adulterio con le donne che prestavano servizio all'ingresso del Tempio. Eli era consapevole del loro comportamento, ma egli li rimproverava troppo blandamente ed era incapace di fermare le loro nefandezze. Essi continuarono nel loro comportamento peccaminoso e così, secondo il testo biblico, un uomo inviato da Dio profetizzò a Eli che lui e la sua famiglia sarebbero stati puniti per questo, insieme a tutti i discendenti maschi di Eli, che sarebbero morti prima di raggiungere la vecchiaia e che sarebbero comunque stati sempre in subordine ai sacerdoti di altro lignaggio. 
La maledizione allude a una precedente (non citata altrove nella Bibbia) promessa di Yahweh di una continuità sempiterna della linea di discendenza di Eli. Come segno della precisione della profezia, l'uomo inviato da Yahweh predisse a Eli che di lì a un po' di tempo i suoi figli sarebbero deceduti assieme, nel medesimo giorno.

### L'istruzione di Samuele
Eli continuò a istruire Samuele, figlio di Anna. Quando Samuele udì Dio parlargli, egli pensò in un primo tempo che fosse Eli; il vecchio, che non aveva udito Dio chiamare Samuele, comprese infine la verità e istruì Samuele sul come avrebbe dovuto rispondere. A Samuele era stato detto che la minaccia di Dio sarebbe stata compiuta su Eli e sulla sua famiglia e che non si poteva fare nulla per evitarla. Eli chiese a Samuele che cosa gli era stato detto, insistendo per conoscere tutta la verità, cosa che Samuele fece. Eli reagì mostrando fede, dicendo che Dio avrebbe fatto ciò che sarebbe stato meglio.

### L'attacco dei Filistei e la morte di Eli
Qualche anno dopo, quando Samuele era già adulto, i filistei attaccarono Eben-Ezer e finirono con l'impadronirsi dell'Arca dell'alleanza e uccisero nel medesimo giorno i figli di Eli, che l'accompagnavano in quanto sacerdoti. Eli, ormai anziano e quasi cieco, rimase inconsapevole degli eventi fino a che gli fu narrato quanto accaduto da un messaggero scampato dopo la battaglia. La sua reazione fu esiziale: egli cadde all'indietro con la sedia sulla quale sedeva e morì per la rottura del collo.
Egli era stato Giudice di Israele per 40 anni e morì all'età di 98. La nuora, moglie di Fineas, era incinta e prossima a partorire. Quando ella apprese la notizia della perdita dell'Arca e che marito e suocero erano morti, diede alla luce un figlio ma venne sopraffatta dai dolori del parto. In punto di morte, le donne che l'assistevano le dicevano: «Non disperare, hai dato alla luce un maschio», ma ella non rispose né diede segno di aver udito. Al figlio diede il nome di Ichabod dicendo «La Gloria di Dio ha lasciato Israele», ciò a causa della cattura dell'Arca e della morte di suocero e marito.

### Periodizzazione
Le incursioni filistee durarono per circa 40 anni; Sansone, che combatteva i filistei, fu giudice di Israele per 20 anni, prima di Eli. Alcuni studiosi, come Kessler e Nowack hanno dedotto che probabilmente ci sia stato un periodo di sovrapposizione fra il periodo di Sansone e quello di Eli.
Comunque il Libro dei Giudici cita sempre gli anni di oppressione in contrasto col periodo di amministrazione dei giudici; poiché la prima parte del governo di Eli non pare verificarsi durante il periodo di oppressione, questo sembra escludere qualsiasi sovrapposizione con l'oppressione filistea sotto la quale Sansone, il precedente giudice, aveva vissuto.

### Genealogia
Sebbene la sua genealogia non sia fornita dal testo, un certo numero di studiosi ha determinato la genealogia di Eli basandosi su quanto scritto il altri passaggi biblici a proposito dei suoi figli. Abiatar è descritto dai Libri delle Cronache come discendente in linea diretta paterna da Itamar; i Libri di Samuele afferma che Abiatar era figlio di Achimelec e che quest'ultimo lo era di Achitub, fratello di Ichabod. Di conseguenza, poiché si narra che Ichabod era figlio di Fineas e che Fineas era figlio di Eli, questi studiosi ne hanno tratto la conclusione che Eli dovesse discendere da Ithamar.

### Discendenti
- Achimelech, figlio di Achitub e pronipote di Eli, ucciso da Doeg l'Edomita, in conformità alla maledizione sul casato di Eli che nessuno dei suoi discendenti maschi avrebbe raggiunto la vecchiaia. Secondo la Jewish Encyclopedia a proposito dei discendenti del re Davide, furono puniti per analogia come castigo divino per lo sterminio dei sacerdoti da parte di Saul, infuriato con Achimelech e tutti loro perché sostenevano il suo rivale (vedi: I Libro di Samuele, XXII, 17-21; vedi Sanhedrin, 95b).
- Abiatar, figlio di Achimelech, il solo sopravvissuto al massacro di Nob; bis-pronipote di Eli e ultimo Sommo sacerdote del suo casato, fu deposto dal suo ufficio di Sommo sacerdote, che passò al casato di Zadok dopo che Yahweh lo aveva abbandonato, il che gli impedì di consultare Urim e Tummim (il che confermò l'altra parte della maledizione sul casato di Eli, che il sacerdozio sarebbe uscito dalle mani dei suoi discendenti, infatti Zadok discendeva da Fineas).
- Anania,[11] fratello di (Amoraim)
- Rabbah bar Nahmani, talmudista  (Amora) in Babilonia.
- Abbaye (280-339/340 c.a.) talmudista in Babilonia, nipote di Rabbah bar Nahmani.

(Sia Rabbah che suo nipote Abbaye morirono all'età di 60 anni, età che per l'Antico Testamento non rientra nella vecchiaia).

## Altre fonti

### Talmud
Il Talmud annovera Eli fra i profeti.

### Fonti samaritane
I Samaritani sostengono che il monte Garizim era il luogo Santo originale per Israele dai tempi in cui Giosuè (Bibbia) conquistò Israele e dieci tribù si stabilirono sul territorio. Secondo la Bibbia la storia del monte Garizim ci riporta a quella dei tempi in cui Mosé ordinò a Giosuè di portare le dodici tribù d'Israele alle montagne presso Sichem, sistemandone sei in cima al monte Garizim (Monte della Benedizione) e le altre sul monte Ebal (Monte della Maledizione). Le due montagne erano usate per simboleggiare i significati del comandamenti e fungevano da avvertimento verso chiunque non li osservasse.
«I Samaritani insistevano che essi erano I diretti discendenti dalle tribù degli Israeliti del Nord di Efraim e di Manasse, che erano sopravvissute alla distruzione del Regno di Israele settentrionale da parte degli Assiri nel 722 a.C..
La scritta di Sargon II parla della deportazione di una parte relativamente modesta di Israeliti (27.290, secondo gli annali), cosicché è possibile che una parte considerevole della popolazione fosse rimasta, identificandosi come Israeliti, termine che i Samaritani attribuivano a loro stessi.
La storiografia samaritana deriverebbe le basi dello scisma nella parte rimanente d'Israele dopo che le dodici tribù avevano conquistato la terra di Canaan, condotti da Yahshua. Dopo la sua morte Eli, sacerdote, lasciò il tabernacolo che Mosé aveva eretto nel deserto e si stabilì sul monte Garizim, erigendone un altro sotto il proprio governo a Silo. Quindi egli istituì sia un sacerdozio illegittimo che un luogo illegittimo di culto.»
Una controdeduzione a quanto sopra affermato si trova nel Libro di Giosuè (18:1), che descrive il tabernacolo come posto a Silo, iniziando con il tempo in cui gli Israeliti si spartivano la Terra Promessa e prima che Giosuè morisse.
Abu l-Fath as-Samiri, che nel XIV secolo dell'era volgare scrisse una grossa opera sulla storia dei Samaritani, commenta le loro origini come segue:
«Una terribile guerra civile scoppiò fra Eli, figlio di Yafni, della dinastia di Ithamar, ed i figli di Fineas, poiché Eli, figlio di Yafni, decise di usurpare il Sommo sacerdozio ai discendenti di Fineas. Egli soleva offrire sacrifici sopra un altare di pietra. Aveva 50 anni di età, benestante e incaricato di conservare il tesoro dei figli d'Israele […]Egli offriva sacrifici sopra un altare, ma senza il sale, come se fosse sbadato; quando il Sommo sacerdote Ozzi lo venne a sapere e ritenne inaccettabili questi sacrifici, lo sconfessò e si dice anche che lo rimproverasse, al che lui ed il gruppo che con lui simpatizzava, si ribellò e immediatamente, lui ed i suoi seguaci, con i loro armenti, si trasferirono a Silo, cosicché Israele si divise in due fazioni. Egli disse ai loro capi: «Chiunque desideri vedere cose meravigliose, venga con me». Quindi raccolse intorno a sé un grosso gruppo a Silo ed eresse colà il Tempio per sé; egli costruì un luogo come il Tempio [su monte Garizim]. Egli eresse un altare senza omettere alcun dettaglio, corrispondente a quello originale, pezzo per pezzo. In quel tempo i Figli d'Israele si divisero in tre fazioni. Una lealista sul monte Garizim, una eretica, che seguiva falsi dei ed una terza che seguì Eli, figlio di Yafni, a Silo.»
Successivamente il Samaritan Chronicle Adler, o New Chronicle, che si ritiene sia stato scritto nel XVIII secolo della nostra era, utilizzando primitive cronache come fonti, sostenne:
«Ed i figli d'Israele in quei tempi si divisero in tre gruppi: uno operava secondo le abominazioni dei Gentili e serviva altri dei; un altro seguì Eli, figlio di Yafni, sebbene molti di essi fossero tornati indietro dopo che egli aveva loro rivelato le proprie intenzioni, ed il terzo rimase con il Sommo sacerdote Uzzi ben Bukki, sulla località prescelta , il monte Garizim Bethel, nella città santa di Shechem.»
Secondo i Samaritani ciò segna la fine dell'Età del Favore Divino, chiamata רידון (Ridhwan) o רהוּתה (Rahuta), che era iniziata con Mosé. Quindi ebbe inizio la פנוּתה (Fanuta), Età dello Sfavore Divino, quando Iddio distolse il suo sguardo dal popolo. Secondo i Samaritani l'Età del Favore Divino tornerà solo con l'arrivo del Taheb (Messia o Salvatore).
Così, secondo fonti samaritane, la linea dei Sommi sacerdoti di Fineas ebbe termine nel 1624 con la morte del 112º Sommo sacerdote Shlomyah ben Pinhas, quando il Sommo sacerdozio passò ai figli di Ithamar.